# The Smile of a Child
The Smile of a Child er en amerikansk stumfilm fra 1911 af D. W. Griffith.

## Medvirkende
- Blanche Sweet.
- Edwin August.
- W. Chrystie Miller.
- Baden Powell.